# Піскорниця
Піскорниця (пол. Piskornica) — село в Польщі, у гміні Гузд Радомського повіту Мазовецького воєводства.
Населення — 364 особи (2011).
У 1975-1998 роках село належало до Радомського воєводства.

## Демографія
Демографічна структура станом на 31 березня 2011 року:
|          | Загалом | Допрацездатний вік | Працездатний вік | Постпрацездатний вік |
| -------- | ------- | ------------------ | ---------------- | -------------------- |
| Чоловіки | 180     | 51                 | 114              | 15                   |
| Жінки    | 184     | 53                 | 102              | 29                   |
| Разом    | 364     | 104                | 216              | 44                   |